# Лицензионный медсестринский экзамен
Лицензионный медсестринский экзамен или лицензионный экзамен для медсестер (NCLEX, Лицензионный медсестринский экзамен при национальном совете медсестер) — общенациональный экзамен для лицензирования медсестер в США с 1982, Канаде с 2015 и Австралии с 2020 годов. Есть два типа NCLEX: NCLEX-RN и NCLEX-PN. После окончания школы медсестер студенты сдают экзамен NCLEX, чтобы получить лицензию медсестры. Лицензия медсестры дает право на осуществление медицинской деятельности.
NCLEX-RN — лицензионный экзамен для медсестер с дипломом бакалавра (4 года обучения после полного среднего образования) или ассошиейт дегри (медучилище) 2—3 года обучения после полного среднего образования.
NCLEX-PN — лицензионный экзамен для медсестер после годичной программы подготовки медсестер.
К экзамену NCLEX допускаются и выпускники медучилищ СНГ только по специальности «сестринское дело».
Подготовиться к экзамену можно по любительским русским переводам книг по NCLEX-RN, курсам повтора при медицинских школах и онлайн.